# Folksam
Folksam ist eine schwedische Versicherungsgruppe mit Sitz im Stockholmer Stadtbezirk Södermalm.

## Geschichte und Hintergrund

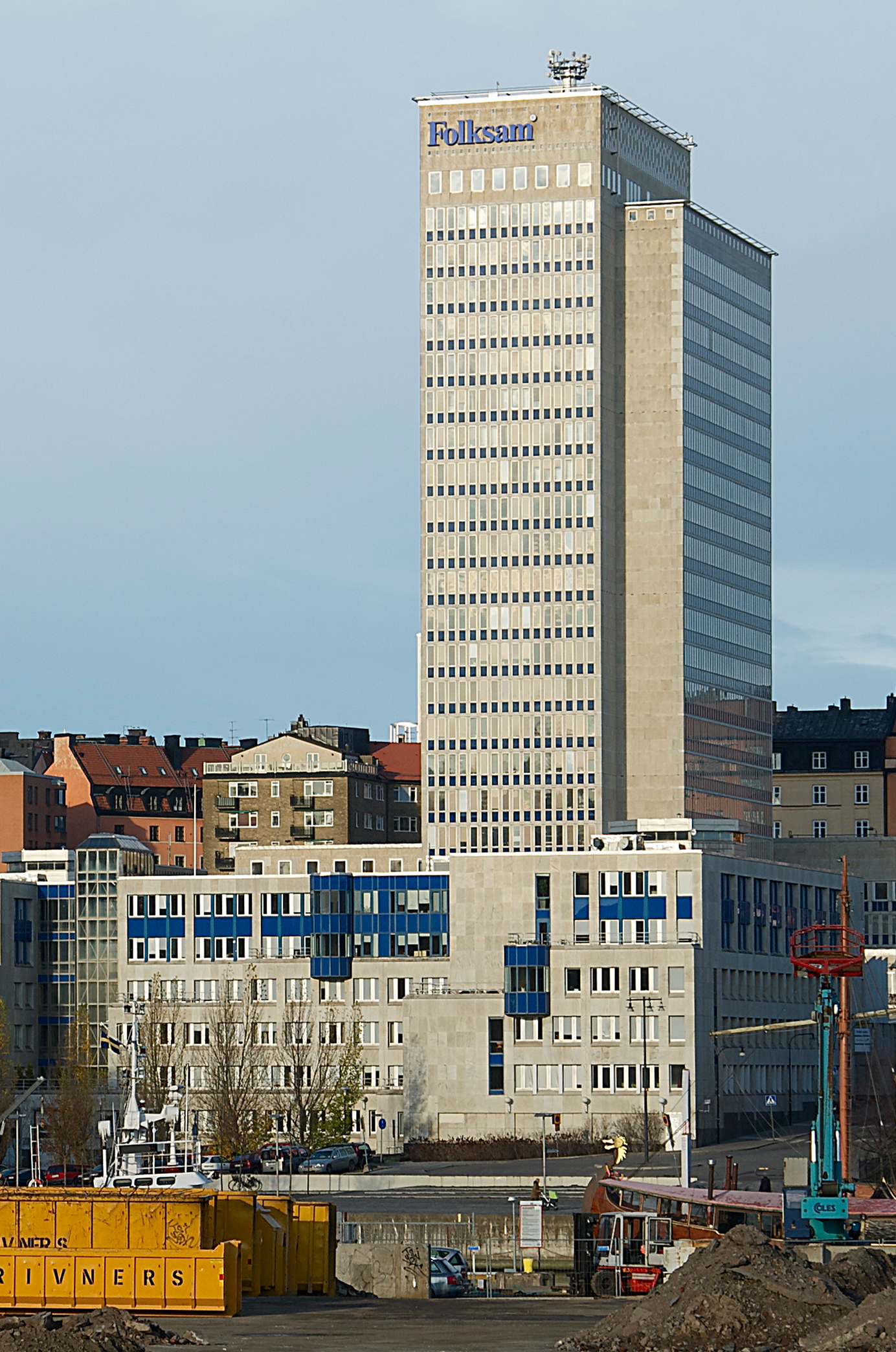
Unternehmenssitz „Folksamhuset“ (2011)

Nach Diskussionen im Umfeld der genossenschaftlichen Organisation Kooperativa Förbundet gründete sich 1908 die Sachversicherungsgesellschaft Ömsesidiga Brandförsäkringsföreningen Samarbete. 1914 gründete sich der Lebensversicherer Sveriges Praktiska Livförsäkringsanstalt Folket. Die beiden Unternehmen schlossen sich 1925 zu einer Gruppe zusammen, später wurde aus den Kurznamen Folket und Samarbete das Kofferwort Folksam als Name für die Gruppe abgeleitet. Rund um das Jahr 1950 wuchs die Gesellschaft durch weitere Übernahmen von Leire und Välfärden und bot erstmals Gruppenversicherungen an. Nachdem das Unternehmen ins Vereinigte Königreich als Folksam International expandiert hatte, wurde dort 1997 das Neugeschäft eingestellt und die Gesellschaft 2002 liquidiert. Seither ist die Gesellschaft ausschließlich in Schweden aktiv. 2000 übernahm Folksam mit 60 % die Mehrheit an der schwedischen Pensionseinrichtung KPA Pension, 2008 ging die Konsumentkooperationens pensionskassa im Unternehmen auf.
2020 nahm Folksam 54,4 Milliarden SEK an Versicherungsprämien ein und verwaltete Kapitalanlagen im Wert von 483,2 Milliarden SEK, dabei wurde für die Lebensversicherung eine Rendite von 4,7 % und KAP von 4,8 % erwirtschaftet.
Folksam ist insbesondere im Risikomanagement im Straßenverkehr aktiv. 1964 erwarb das Unternehmen Växjö Bil & Karosseriverkstad, in dem unter dem Namen ’’Folksam Auto’’ Sicherheitsforschung betrieben wurde. Seit 1983 werden unter dem Titel Hur säker är bilen? Berichte über die Sicherheit einzelner Automodelle veröffentlicht. Zudem werden regelmäßig Tests zu Fahrradhelmen veröffentlicht.
Anfangs teilte sich die Versicherungsgesellschaft die Geschäftsräume mit Kooperativa Förbundet, ehe 1922 eigene Räume bezogen wurden. Diese erwiesen sich jedoch nach der starken Expansion des Unternehmens bis Anfang der 1950 ebenfalls als zu klein, so dass der Bau des Hochhauses „Folksamhuset“ beschlossen wurde. 1954 begannen die Bauarbeiten, 1959 zog die Versicherung in das neue Gebäude ein, das zudem als eine der ersten schwedischen Unternehmungen einen von IBM hergestellten Computer (Modell IBM 650) beherbergte. 2007 übernahm Folksam das Versicherungsunternehmen Tre Kronor vom schwedischen Konkurrenten Trygg-Hansa.